# Reeti
Le Reeti, ou Rötihorn, est un sommet des Alpes bernoises, en Suisse, situé dans le canton de Berne, qui culmine à 2 756 m d'altitude. Il domine au nord-est le Bachsee et, au sud, le village de Grindelwald et la vallée de la Schwarze Lütschine.